# 霹靂五號
《霹靂五號》為1986年由三星影業（新力影業旗下子公司）所推出的科幻喜劇片。在1988年推出續作霹靂五號2。

## 故事
NOVA軍火公司開發了五台戰爭用機器人，而其中一台機器人「No.5」有一天突然被雷打中，而之後便產生了自我意識，並且開始自稱自己為「強尼五號」，逃到了街上，卻被人類視為一大威脅，而剩下四台機器人也在追殺它，它必須設法說服發明它的科學家「自己是一種生命，而不是戰爭用機器人」。

## 續集與重製
- 1988年推出續集霹靂五號2（英语：Short Circuit 2）。
- 次元影業取得翻拍此本片的授權。作家丹·米蘭諾（英语：Dan Milano）被聘請撰寫腳本，大衛·福斯特 與 Ryan E. Heppe 將參與製作[1]。

## 外部連結
- 互联网电影数据库（IMDb）上《Short Circuit》的资料（英文）
- AllMovie上《霹靂五號》的资料（英文）
- TCM电影资料库上《霹靂五號》的资料（英文）
- 爛番茄上《Short Circuit (1986)》的資料（英文）
- 豆瓣电影上《霹靂五號》的資料 （简体中文）